# Katja Dörner
Katja Dörner (nascuda el 18 de febrer del 1976 a la ciutat de Siegen) és una política alemanya del partit Aliança 90/Els Verds. Ha estat membre del parlament alemany (Bundestag) des del 2009 i d'ençà el 2009 és vicepresidenta del grup Aliança 90/Els Verds. Va estudiar ciències polítiques, dret públic i literatura a les ciutats de Bonn, York i Edimburg. Es va graduar el 2000 i el 2001 va ser assessora personal del president del grup parlamentari Els Verds de Renània i Nord-Wesfàlia. Del 2003 al 2009 va ser assistent de recerca per a escoles i educació superior.